# R. c. Martineau
L'arrêt  R. c. Martineau est un arrêt de principe de la Cour suprême du Canada sur l'exigence de mens rea en matière de meurtre.

## Les faits
Un soir de février 1985, Patrick Tremblay et M. Martineau, âgé de 15 ans, ont entrepris de cambrioler une remorque appartenant à la famille McLean à Valleyview, en Alberta. Martineau était armé d'un fusil à plomb et Tremblay était armé d'un fusil. Martineau avait l'impression qu'ils n'allaient commettre que des introductions par effraction et que personne ne serait tué. Cependant, pendant le vol, Tremblay a tiré et tué M. et Mme McLean.
Martineau a été accusé de meurtre au deuxième degré en vertu des articles 213a) et d) du Code criminel (pour les deux décès (en vertu des articles 21 (1) et (2)) et était il a été transféré au tribunal pour adultes.
Au procès, Martineau a été déclaré coupable. En appel, la Cour d'appel de l'Alberta a infirmé la décision, jugeant que l'article 213a) violait l'article 7 et l'article 11d) de la Charte canadienne des droits et libertés.
La question dont était saisie la Cour suprême était de savoir si la cour d'appel avait eu raison de considérer l'article 213 (a) comme une violation des articles 7 et 11d) de la Charte.

## Décision
La Cour suprême a confirmé la décision de la Cour d'appel, statuant que l'article 213a) violait la Charte et ne pouvait pas être sauvegardé en vertu de l'article 1.

### Juges majoritaires
L'opinion majoritaire a été rédigée par le juge en chef Lamer avec l'accord du juge en chef Dickson, des juges Wilson, Gonthier et Cory.
L'article 213a) est connu sous le nom de disposition du « meurtre imputé » du Code criminel. L'article 213a) définissait l'homicide coupable comme un meurtre lorsqu'une personne cause la mort d'un autre être humain en commettant des actes criminels spécifiques, comme l'introduction par effraction. Une personne peut être accusée de meurtre en vertu de l'article 213a) même si elle n'a ni l'intention de tuer ni la connaissance subjective que la mort pourrait découler de ses actes. Cela contrastait avec les autres dispositions du Code sur le meurtre, qui exigent une intention subjective et une prévoyance pour une condamnation.
L'article 213a) du Code enfreignait les articles 7 et 11d) de la Charte. Plus précisément, il violait le principe de justice fondamentale voulant qu'une mens rea appropriée soit prouvée par le ministère public. De plus, le niveau approprié de mens rea devrait être corrélé à la sévérité de la peine et à la stigmatisation sociale découlant de la condamnation. Le meurtre est un acte criminel majeur: tant la punition que la stigmatisation découlant d'une condamnation sont sévères. C'était le cas, donc l'État doit faire preuve de prévoyance et d'intention subjectives pour prouver l'infraction. Cependant, comme indiqué ci-dessus, une telle exigence était absente de l'article 213 a). Ainsi, la violation n'était pas justifiable en vertu de l'article 1 de la Charte parce qu'elle échouait au critère de proportionnalité.

### Dissidence
Le juge L'Heureux-Dubé était dissidente. Elle a conclu que l'article 213a) ne violait aucun des articles de la Charte. Selon elle, la prévision subjective de la mort pour l’infraction de meurtre n’était pas un principe de justice fondamentale.

## Commentaires
Le jugement cite deux juges en chef. C'est parce que Dickson était juge en chef au moment de l'audience, mais a pris sa retraite avant le jugement et a été remplacé par Lamer, qui a rédigé la décision en tant que juge en chef.